# Kazickas
Kazickas ist ein litauischer männlicher Familienname, abgeleitet vom Vornamen Kazys.

## Weibliche Formen
- Kazickaitė (ledig)
- Kazickienė (verheiratet)

## Personen
- Juozas Petras Kazickas (1918–2014), litauischer Unternehmer und Mäzen
- Jūratė Kristina Kazickas-Altman (* 1943), amerikanisch-litauische Unternehmerin und Mäzenin